# Serruria candicans
Serruria candicans är en tvåhjärtbladig växtart som beskrevs av Robert Brown. Serruria candicans ingår i släktet Serruria och familjen Proteaceae. Inga underarter finns listade i Catalogue of Life.